# 克萊馬克斯 (堪薩斯州)
克萊馬克斯（英語：Climax）是一個位於美國堪薩斯州格林伍德縣的城市。

## 地方資料
根據2020年美國人口普查的數據，克萊馬克斯的面積為0.31平方千米，當中陸地面積為0.31平方千米，而水域面積為0.00平方千米。當地共有人口45人，而人口密度為每平方千米145.16人。